# Kwekwe
Kwekwe, auch Que Que oder Hwe Hwe, ist eine Stadt in der Provinz Midlands in Simbabwe. Zusammen mit ihrem Umland stellt sie einen der Urbanen Distrikte Simbabwes mit 119.863 Einwohnern (2022) und einer Fläche von gut 86 km².

## Geschichte
Sie wurde 1900, nach anderen Quellen 1890 oder 1898, gegründet. Der Name leitet sich vermutlich vom Quaken der Frösche an den Ufern des Kwe-Kwe-Flusses ab, der westlich an der Stadt vorbeifließt. Kwekwe wurde 1934 eine Gemeinde und 1997 eine Stadt.
Die Stadt ist politisch exponiert. Unter der Diktatur von Robert Mugabe kontrollierte die Zimbabwe African National Union (ZANU) die Goldförderung und übte starken Druck auf die Industrie aus, mehr Schwarze in Managementpositionen einzustellen. Die Arbeitslosigkeit galt als hoch im Vergleich zu den Möglichkeiten unter freier Entfaltung. Die politischen Parteien Movement for Democratic Change (MDC) und ZANU stießen hier regelmäßig heftig aufeinander.

## Geografie
Die Stadt liegt im Zentrum des Landes, im Gweru Distrikt auf einer Höhe von etwa 1210 Meter über dem Meeresspiegel.

## Wirtschaft
Kwekwe ist das industrielle Zentrum des Landes. Es werden Ferrochrom, Draht und Seile, Milchprodukte, Ammoniumnitratdünger, Sprengstoff und Malz, in der größten Mälzerei im südlichen Afrika, produziert. Auch der Dienstleistungssektor ist gut entwickelt. Im Umland wird kommerzielle Landwirtschaft betrieben und es gibt Wildtiere.
Die Stadt, sowie wie ihre direkte Nachbarstadt Redcliff, ist eines der Zentren der Goldförderung und der Eisen- und Stahlindustrie in Simbabwe. Diese Metalle wurden dort schon lange vor der Kolonisierung im sogenannten Grünsteingürtel gewonnen.

## Infrastruktur

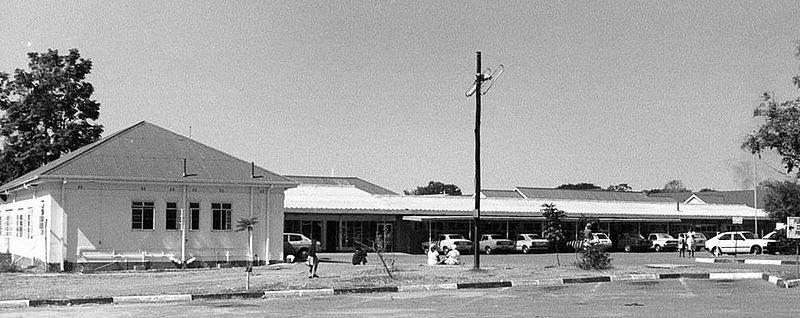
Krankenhaus in Kwekwe

Sie ist die siebtgrößte Stadt in Simbabwe. Die Stadt liegt an der Straße und der Eisenbahnstrecke von Bulawayo nach Harare. In Osten der Stadt gibt es das Kwekwe Aerodrom, so wie außerhalb der Stadt den Kwekwe East Airport, zwei 1000 m lange asphaltierte Landebahnen. Es sind Schulen jeder Art vorhanden, so wie ein Polytechnikum. Der Urbane Distrikt ist in 14 Wards aufgeteilt.
Kwekwe hat eine Trink- und eine Abwasseraufbereitungsanlagen. Das Trinkwasser gilt als das beste das Landes. Die Versorgung funktioniert rund um die Uhr und versorgt auch das benachbarte Redcliff. Die Kläranlage hat eine Kapazität von 15.000 m³/Tag und soll um eine biologische Klärschlammvergasung erweitert werden. Die Stadt hat ein sehr gutes Straßennetz und auch die Telekommunfunktioniert funktioniert sehr gut. Es gibt einen 18-Loch-Golfplatz im Kwekwe Golf Club und das einzige Bergbaumuseum des Landes in der Stadt. Kwekwe gilt inzwischen als sozial stabil.

## Einwohnerentwicklung
Die folgende Übersicht zeigt die Einwohnerzahlen nach dem jeweiligen Gebietsstand seit der Volkszählung 1982.
| Jahr | Einwohner |
| ---- | --------- |
| 1982 | 47.607    |
| 1992 | 75.425    |
| 2002 | 93.608    |
| 2012 | 100.900   |
| 2022 | 119.863   |

## Sport
Kwekwe ist der Heimatort des Mid West Rhinos Cricket-Vereins. Im dortigen Stadion werden unter anderem auch internationale Spiele ausgetragen.

## Persönlichkeiten (Auswahl)
- Justice Majabvi (* 1984), ehemaliger simbabwischer Fußballspieler
- Josephine Nkomo (* 1997), Cricketspielerin
- Nomatter Mutasa (* 1995), Cricketspielerin
- Carl Mumba (* 1995), Cricketspieler
- Dennis Dauda (* 1989), Fußballer
- Tongai Moyo (1968–2011), Musiker
- Charles Coventry (1958 – 2011), Cricketschiedsrichter
- Michael Chinouya (* 1986), Cricketspieler
- Terry Duffin (* 1982), Cricketspieler
- Elton Chigumbura (* 1986), Cricketspieler
- Charles Mudede (* 1969), Filmemacher
- Aaron Sloman (* 1936), Philosoph